# Parrocchie della diocesi di Aosta
La diocesi di Aosta occupa un'area di 3.262 km² e ha una popolazione di 124.352 abitanti. Copre tutta la regione della Valle d'Aosta e fa parte della regione ecclesiastica del Piemonte. Nel territorio vi sono 93 parrocchie, che a livello organizzativo sono raggruppate in unità parrocchiali, che a loro volta sono raggruppate in 5 zone pastorali: Zona I - Alta Valle, Zona II - Aosta circondario, Zona III - Aosta città, Zona IV - Media Valle, Zona V - Bassa Valle.

## Parrocchie
| Comune                 | Parrocchia                            | Frazione o quartiere     | Abitanti | Zona pastorale - Unità parrocchiale | Web                                  |
| ---------------------- | ------------------------------------- | ------------------------ | -------- | ----------------------------------- | ------------------------------------ |
| Allein                 | Stefano protomartire                  | Plan-de-Clavel           | 280      | Zona II - Unità 6                   |                                      |
| Antey-Saint-André      | Sant'Andrea apostolo                  | Bourg                    | 630      | Zona IV - Unità 6                   |                                      |
| Aosta                  | Nostra Signora della Neve             | Porossan                 | 855      | Zona III - Unità 1                  |                                      |
| Aosta                  | Maria Immacolata                      | Quartiere Cogne          | 8700     | Zona III - Unità 3                  | parrocchiaimmacolata.vda.it          |
| Aosta                  | Anselmo d'Aosta                       | Aosta (quartiere Dora)   | 2700     | Zona II - Unità 7                   |                                      |
| Aosta                  | Giovanni Battista                     | Cité - Cattedrale        | 2300     | Zona III - Unità 2                  | cattedraleaosta.it                   |
| Aosta                  | San Lorenzo / Orso di Aosta           | Bourg Saint-Ours         | 8800     | Zona III - Unità 1                  | parrocchiasantorso.it                |
| Aosta                  | Saint-Martin-de-Corléans              | Saint-Martin-de-Corléans | 8000     | Zona III - Unità 4                  | saintmartinaosta.it                  |
| Aosta                  | Stefano protomartire                  | Saint-Étienne            | 7800     | Zona III - Unità 2                  | cattedraleaosta.it                   |
| Aosta                  | San Nicola di Bari                    | Excenex                  | 1000     | Zona II - Unità 3                   | comunità interparrocchiale           |
| Aosta                  | Bernardo di Mentone                   | Signayes                 | 470      | Zona II - Unità 3                   | comunità interparrocchiale           |
| Arnad                  | Martino di Tours                      | Arnad-le-Vieux           | 1150     | Zona V - Unità 2                    | parrocchiearnadissogneverres.it      |
| Arvier                 | Sulpizio Severo                       | Capoluogo                | 875      | Zona I - Unità 3                    |                                      |
| Avise                  | Brizio di Tours                       | Avise                    | 325      | Zona I - Unità 3                    |                                      |
| Ayas                   | San Martino di Tours                  | Antagnod                 | 650      | Zona V - Unità 4                    | unitaparrocchialeayas.it             |
| Ayas                   | Sant'Anna                             | Champoluc                | 640      | Zona V - Unità 4                    | unitaparrocchialeayas.it             |
| Aymavilles             | Cristo Re                             | Chef-lieu                | 2080     | Zona I - Unità 6                    |                                      |
| Bard                   | Assunzione di Maria                   | Bard                     | 135      | Zona V - Unità 5                    |                                      |
| Bionaz                 | Margherita di Antiochia               | Plan-de-Veyne            | 240      | Zona II - Unità 5                   |                                      |
| Brissogne              | Caterina d'Alessandria                | Primaz                   | 960      | Zona IV - Unità 2                   | parrocchiavillair.it                 |
| Brusson                | San Maurizio                          | Le Pasquier              | 840      | Zona V - Unità 3                    |                                      |
| Challand-Saint-Anselme | Anselmo d'Aosta                       | Quinçod                  | 710      | Zona V - Unità 3                    |                                      |
| Challand-Saint-Victor  | Vittore di Soletta                    | Ville                    | 595      | Zona V - Unità 3                    |                                      |
| Chambave               | San Lorenzo                           | Capoluogo                | 965      | Zona IV - Unità 4                   |                                      |
| Chamois                | Pantaleone di Nicomedia               | Corgnolaz                | 95       | Zona IV - Unità 6                   |                                      |
| Champdepraz            | San Francesco di Sales                | Ville                    | 680      | Zona V - Unità 1                    |                                      |
| Champorcher            | San Nicola di Bari                    | Château                  | 390      | Zona V - Unità 5                    |                                      |
| Charvensod             | Colomba di Sens                       | Chef-lieu                | 2415     | Zona II - Unità 1                   |                                      |
| Châtillon              | San Pietro apostolo                   | Châtillon                | 4830     | Zona IV - Unità 4                   | parrocchiachatillon.it               |
| Cogne                  | Orso di Aosta                         | Veulla                   | 1440     | Zona I - Unità 6                    | parrocchiadicogne.it                 |
| Courmayeur             | Margherita di Antiochia               | Entrèves                 | 420      | Zona I - Unità 1                    | parrocchiasantamargheritaentreves.it |
| Courmayeur             | Pantaleone di Nicomedia               | Courmayeur               | 2450     | Zona I - Unità 1                    | parrocchiacourmayeur.it              |
| Donnas                 | Natività della Beata Vergine Maria    | Vert                     | 730      | Zona V - Unità 6                    |                                      |
| Donnas                 | San Pietro in Vincoli                 | Donnas                   | 1940     | Zona V - Unità 6                    |                                      |
| Doues                  | San Biagio                            | Doues                    | 440      | Zona II - Unità 6                   |                                      |
| Émarèse                | Pantaleone di Nicomedia               | Émarèse                  | 195      | Zona IV - Unità 5                   | parrocchiastvincent.it               |
| Étroubles              | Assunzione di Maria                   | Chef-lieu                | 490      | Zona II - Unità 4                   |                                      |
| Fénis                  | San Maurizio                          | Fagnan                   | 1695     | Zona IV - Unità 2                   | parrocchiedellavergine.it            |
| Fontainemore           | Antonio abate                         | Fontainemore             | 445      | Zona V - Unità 7                    |                                      |
| Gaby                   | San Michele arcangelo                 | Chef-lieu                | 475      | Zona V - Unità 7                    |                                      |
| Gignod                 | Ilario di Poitiers                    | Le Château               | 1610     | Zona II - Unità 3                   | comunità interparrocchiale           |
| Gressan                | Stefano protomartire                  | Favret                   | 3135     | Zona II - Unità 1                   |                                      |
| Gressoney-La-Trinité   | Trinità                               | Tache                    | 310      | Zona V - Unità 8                    |                                      |
| Gressoney-Saint-Jean   | Giovanni Battista                     | Òbre Platz               | 815      | Zona V - Unità 8                    |                                      |
| Hône                   | San Giorgio                           | Hône                     | 1165     | Zona V - Unità 5                    |                                      |
| Introd                 | Conversione di Paolo                  | Le Plan-d'Introd         | 635      | Zona I - Unità 4                    |                                      |
| Issime                 | Giacomo il Maggiore                   | Duarf                    | 415      | Zona V - Unità 7                    |                                      |
| Issogne                | Assunzione di Maria                   | Ville                    | 1390     | Zona V - Unità 2                    | parrocchiearnadissogneverres.it      |
| Jovençan               | Orso di Aosta                         | Les Adam                 | 745      | Zona II - Unità 1                   |                                      |
| La Magdeleine          | Maria Maddalena                       | Brengon                  | 110      | Zona IV - Unità 6                   |                                      |
| La Salle               | Cassiano di Imola                     | La Salle                 | 1580     | Zona I - Unità 2                    | parrocchiamorgex.it                  |
| La Salle               | Orso di Aosta                         | Derby                    | 440      | Zona I - Unità 2                    | parrocchiamorgex.it                  |
| La Thuile              | San Nicola di Bari                    | La Thuile                | 790      | Zona I - Unità 1                    | parrocchialathuile.it                |
| Lillianes              | Rocco di Montpellier                  | Lillianes                | 485      | Zona V - Unità 7                    |                                      |
| Montjovet              | Natività della Beata Vergine Maria    | Berriat                  | 1320     | Zona V - Unità 1                    |                                      |
| Montjovet              | Germano d'Auxerre                     | Saint-Germain            | 520      | Zona V - Unità 1                    |                                      |
| Morgex                 | Assunzione di Maria                   | Morgex                   | 1990     | Zona I - Unità 2                    | parrocchiamorgex.it                  |
| Nus                    | San Bartolomeo apostolo               | Saint-Barthélemy         | 70       | Zona IV - Unità 3                   | parrocchiedellavergine.it            |
| Nus                    | Ilario di Poitiers                    | Nus                      | 2565     | Zona IV - Unità 3                   | parrocchiedellavergine.it            |
| Ollomont               | Agostino d'Ippona                     | Ollomont                 | 160      | Zona II - Unità 5                   |                                      |
| Oyace                  | San Michele arcangelo                 | La Crétaz                | 215      | Zona II - Unità 5                   |                                      |
| Perloz                 | Salvator mundi                        | Chef-lieu                | 480      | Zona V - Unità 6                    |                                      |
| Pollein                | San Giorgio                           | Le Plan-des-Crêtes       | 1455     | Zona II - Unità 1                   |                                      |
| Pontboset              | Grato di Aosta                        | Pont-Bozet               | 185      | Zona V - Unità 5                    |                                      |
| Pontey                 | Martino di Tours                      | Lassolaz                 | 820      | Zona IV - Unità 4                   | parrocchiachatillon.it               |
| Pont-Saint-Martin      | San Lorenzo                           | Pont-Saint-Martin        | 3945     | Zona V - Unità 6                    |                                      |
| Pré-Saint-Didier       | San Lorenzo                           | Pré-Saint-Didier         | 960      | Zona I - Unità 1                    |                                      |
| Quart                  | Eusebio di Vercelli                   | Bas-Villair              | 3300     | Zona IV - Unità 1                   | parrocchiavillair.it                 |
| Quart                  | San Sebastiano                        | Ville-sur-Nus            | 1300     | Zona IV - Unità 1                   | parrocchiavillair.it                 |
| Rhêmes-Notre-Dame      | Visitazione della Beata Vergine Maria | Bruil                    | 125      | Zona I - Unità 4                    |                                      |
| Rhêmes-Saint-Georges   | San Giorgio                           | Coveyrand                | 210      | Zona I - Unità 4                    |                                      |
| Roisan                 | Vittore di Soletta                    | Martinet                 | 980      | Zona II - Unità 6                   |                                      |
| Saint-Christophe       | San Cristoforo                        | La Cure                  | 3210     | Zona II - Unità 7                   |                                      |
| Saint-Denis            | Dionigi di Parigi                     | Capoluogo                | 380      | Zona IV - Unità 4                   |                                      |
| Saint-Marcel           | Papa Marcello I                       | Prélaz                   | 1230     | Zona IV - Unità 2                   | parrocchiedellavergine.it            |
| Saint-Nicolas          | San Nicola di Bari                    | La Cure                  | 330      | Zona I - Unità 5                    |                                      |
| Saint-Oyen             | Oyend de Condat                       | Capoluogo                | 215      | Zona II - Unità 4                   |                                      |
| Saint-Pierre           | San Pietro apostolo                   | Tâche                    | 2835     | Zona I - Unità 5                    |                                      |
| Saint-Rhémy-en-Bosses  | Leonardo di Noblac                    | Bosses                   | 350      | Zona II - Unità 4                   |                                      |
| Saint-Rhémy-en-Bosses  | Remigio di Reims                      | Saint-Rhémy              | 200      | Zona II - Unità 4                   |                                      |
| Saint-Vincent          | Vincenzo di Saragozza                 | Saint-Vincent            | 4690     | Zona IV - Unità 5                   | parrocchiastvincent.it               |
| Sarre                  | Eustachio martire                     | Chésallet                | 2320     | Zona II - Unità 2                   |                                      |
| Sarre                  | San Maurizio                          | Saint-Maurice            | 2450     | Zona II - Unità 2                   |                                      |
| Torgnon                | Martino di Tours                      | Mongnod                  | 540      | Zona IV - Unità 6                   |                                      |
| Valgrisenche           | Grato di Aosta                        | L'Église                 | 195      | Zona I - Unità 3                    |                                      |
| Valpelline             | Pantaleone di Nicomedia               | Chef-lieu                | 620      | Zona II - Unità 5                   |                                      |
| Valsavarenche          | Nostra Signora del Monte Carmelo      | Dégioz                   | 180      | Zona I - Unità 4                    |                                      |
| Valtournenche          | Maria Regina Vallis Augustanæ         | Breuil-Cervinia          | 840      | Zona IV - Unità 7                   |                                      |
| Valtournenche          | Antonio abate                         | Le Pâquier               | 1390     | Zona IV - Unità 7                   |                                      |
| Verrayes               | Martino di Tours                      | Diémoz                   | 870      | Zona IV - Unità 3                   |                                      |
| Verrayes               | Martino di Tours                      | Verrayes                 | 630      | Zona IV - Unità 3                   |                                      |
| Verrès                 | Egidio abate                          | Verrès                   | 2680     | Zona V - Unità 2                    | parrocchiearnadissogneverres.it      |
| Villeneuve             | Assunzione di Maria                   | Villeneuve               | 1210     | Zona I - Unità 4                    |                                      |